# Schulz Systemtechnik
Die Schulz Systemtechnik GmbH ist ein weltweit tätiger Entwickler von Automatisierungskonzepten. Tätig ist das Unternehmen in allen drei Feldern der Automatisierungstechnik – der Mechanik, Elektrotechnik und Informatik. Es beschäftigt mehr als 1000 Mitarbeiter an zahlreichen Standorten. Die Unternehmenszentrale ist ansässig im niedersächsischen Visbek im Oldenburger Münsterland.

## Geschichte
1954 gründeten die Brüder Heinrich und Walter Schulz in Visbek einen Handwerksbetrieb für Elektroinstallationen. Nachdem Walter 1961 aus dem Geschäft ausgeschieden war, führte Heinrich Schulz den Betrieb allein weiter. Er begann mit dem Bau von Elektroanlagen im Agrarsektor und entwickelte 1970 die erste Steuerungsanlage für die Tierernährung. Mit dem Aufkommen der speicherprogrammierbaren Steuerung (SPS) Ende der 1970er Jahre wurde Software ein Bestandteil der Elektrotechnik und revolutionierte den Elektroanlagenbau. Um sich unabhängiger von der Agrarbranche zu machen, hat das Unternehmen ab den 1980er Jahren das erworbene Know-how ebenfalls in anderen Bereichen eingesetzt und stetig weiterentwickelt. Das operative Geschäft hat zwischenzeitlich sein Sohn Tobias Schulz übernommen.

## Produkte
Das Unternehmen beschäftigt sich hauptsächlich mit der Automatisierung von Produktionsabläufen. Vom firmeneigenen Prozessleitsystem über Steuerungstechnik bis hin zu Schaltanlagen und Energiemanagement bietet das Unternehmen Lösungskonzepte. Die Digitalisierung spielt bei all dem eine wesentliche Rolle. So ist die Hightech-Strategie Industrie 4.0 heute in zahlreichen Produkten zu finden.
Von zentraler Bedeutung sind die Geschäftsfelder Prozessindustrie und Automotive sowie Gebäudeautomation und Energie mit den Schwerpunkten Photovoltaik, Biogas sowie Elektromobilität und Wasserstoffmobilität. Hinzu kommen der Sondermaschinenbau und der Einsatz spezieller Robotik-Anwendungen. Jüngstes Geschäftsfeld sind die vernetzten Energielösungen zur bestmöglichen Umsetzung der Energiewende in Unternehmen.

## Standorte
Zu der Unternehmensgruppe gehören die folgenden Firmen und Beteiligungen.
- Schulz Systemtechnik GmbH, Visbek
- Schulz Systemtechnik Software GmbH, Visbek
- Schulz Systemtechnik GmbH, Doberschütz, mit Niederlassungen in Burg (bei Magdeburg) und Lebus
- Schulz Systemtechnik GmbH, Bremen
- Schulz Systemtechnik SoMa GmbH, Bremen
- Schulz Systemtechnik GmbH, Hamburg
- Schulz Systemtechnik GmbH, Hockenheim
- Schulz Systemtechnik GmbH, Wallenhorst
- Schulz Infoprod Spol.z.o.o., Posen
- Schulz Systemtechnik BV, Venlo
- INWAPLAN GmbH, Vechta
- EnviTec Biogas AG, Lohne und Saerbeck
- Lintas GmbH, Oldenburg
- Boom Software AG, Leibnitz
- Deharde Maschinenbau Helmut Hoffmann GmbH, Varel
- Commeo GmbH, Wallenhorst
- Hans-Jürgen Keil Anlagenbau GmbH & Co. KG, Bohmte
- 1punkt5 GmbH, Ottersberg
- neowells GmbH, Visbek
- Wellmann Anlagentechnik GmbH, Halle (Westf.)